# International Formula Master 2009
International Formula Master säsongen 2009 kördes mellan 16 maj och 20 september. Schweizaren Fabio Leimer vann mästerskapet överlägset före Sergey Afanasiev och Josef Král. Man trodde länge att detta skulle bli den sista säsongen av International Formula Master och att GP3 skulle ersätta den 2010.

## Kalender
| Datum           | Bana              | Segrare Race 1 | Segrare Race 2     |
| --------------- | ----------------- | -------------- | ------------------ |
| 16-17 maj       | Pau               | Fabio Leimer   | Alessandro Kouzkin |
| 30-31 maj       | Valencia          | Fabio Leimer   | Kasper Andersen    |
| 20-21 juni      | Brno              | Fabio Leimer   | Alexander Rossi    |
| 18-19 juli      | Brands Hatch      | Fabio Leimer   | Alessandro Kouzkin |
| 25-26 juli      | Hungaroring       | Josef Král     | Sergey Afanasiev   |
| 39-30 augusti   | Spa-Francorchamps | Fabio Leimer   | Alexander Rossi    |
| 5-6 september   | Oschersleben      | Fabio Leimer   | Josef Král         |
| 19-20 september | Imola             | Fabio Leimer   | Alexander Rossi    |

## Team och Förare
| Team                                              | Nummer | Förare                           | Tävlingshelger |
| ------------------------------------------------- | ------ | -------------------------------- | -------------- |
| JD Motorsport                                     | 1      | Vladimir Arabadzhiev, Bulgarien  | Alla           |
| JD Motorsport                                     | 2      | Sergey Afanasiev, Ryssland       | Alla           |
| JD Motorsport                                     | 3      | Josef Král, Tjeckien             | Alla           |
| Trident Racing                                    | 5      | Frankie Provenzano, Italien      | 1              |
| Jenzer Motorsport                                 | 6      | Fabio Leimer, Schweiz            | Alla           |
| Jenzer Motorsport                                 | 7      | Pål Varhaug, Norge               | Alla           |
| Jenzer Motorsport                                 | 26     | Nicolas Maulini, Schweiz         | 2-3, 6, 8      |
| Iris Project                                      | 8      | Simon Trummer, Schweiz           | Alla           |
| Iris Project                                      | 9      | Patrick Reiterer, Italien        | Alla           |
| Cram Competition                                  | 47     | Alessandro Kouzkin, Ryssland     | 1-5            |
| Cram Competition                                  | 4      | Tiago Petiz, Portugal            | 4-8            |
| Cram Competition                                  | 5      | Frankie Provenzano, Italien      | 2, 6-8         |
| Cram Competition                                  | 10     | Harald Schlegelmilch, Lettland   | 1              |
| Cram Competition                                  | 12     | Matteo Davenia, Italien          | 3              |
| ADM Motorsport                                    | 14     | Earl Bamber, Nya Zeeland         | 1-2            |
| ADM Motorsport                                    | 15     | Marcello Puglisi, Italien        | 1              |
| ADM Motorsport                                    | 10     | Harald Schlegelmilch, Lettland   | 2              |
| Hitech Junior Racing                              | 16     | Alexander Rossi, USA             | 1-2            |
| Hitech Junior Racing                              | 24     | Kasper Andersen, Danmark         | 1-3            |
| ISR Racing                                        | 16     | Alexander Rossi, USA             | 3-8            |
| ISR Racing                                        | 20     | Erik Janiš, Tjeckien             | 3-8            |
| Team JVA                                          | 29     | Jonathan Kennard, Storbritannien | 1              |
| Team JVA                                          | 30     | Duncan Tappy, Storbritannien     | 1              |
| AR Motorsport                                     | 31     | Kelvin Snoeks, Nederländerna     | Alla           |
| AR Motorsport                                     | 32     | Dennis Retera, Nederländerna     | 1-3            |
| AR Motorsport                                     | 33     | Paul Meijer, Nederländerna       | 5              |
| TSP (Talent Support Program) (fick inte ta poäng) | 40     | Alexander Sims, Storbritannien   | 5-6            |
| TSP (Talent Support Program) (fick inte ta poäng) | 41     | Samuele Buttarelli, Italien      | 5-6            |
| TSP (Talent Support Program) (fick inte ta poäng) | 42     | Earl Bamber, Nya Zeeland         | 5              |
| TSP (Talent Support Program) (fick inte ta poäng) | 43     | Andrea Roda, Italien             | 6              |
| TSP (Talent Support Program) (fick inte ta poäng) | 44     | Edwin Jowsey, Storbritannien     | 6              |

- Överstrukna förare har bytt stall under säsongen.

## Slutställning

### Förare
| Plats | Förare               | Poäng |
| ----- | -------------------- | ----- |
| 1     | Fabio Leimer         | 106   |
| 2     | Sergey Afanasiev     | 68    |
| 3     | Josef Král           | 62    |
| 4     | Alexander Rossi      | 52    |
| 5     | Pål Varhaug          | 49    |
| 6     | Erik Janiš           | 42    |
| 7     | Vladimir Arabadzhiev | 37    |
| 8     | Alessandro Kouzkin   | 18    |
| 9     | Patrick Reiterer     | 16    |
| 10    | Kasper Andersen      | 11    |
| 11    | Simon Trummer        | 11    |
| 12    | Paul Meijer          | 10    |
| 13    | Dennis Retera        | 6     |
| 14    | Jonathan Kennard     | 4     |
| 15    | Harald Schlegelmilch | 3     |
| 16    | Nicolas Maulini      | 3     |
| 17    | Frankie Provenzano   | 3     |
| 18    | Earl Bamber          | 2     |
| 19    | Marcello Puglisi     | 1     |
| -     | Duncan Tappy         | 0     |
| -     | Matteo Davenia       | 0     |
| -     | Kelvin Snoeks        | 0     |
| -     | Tiago Petiz          | 0     |

### Team
| Plats | Team              | Poäng |
| ----- | ----------------- | ----- |
| 1     | JD Motorsport     | 149   |
| 2     | Jenzer Motorsport | 138   |
| 3     | ISR Racing        | 93    |
| 4     | Iris Project      | 30    |
| 5     | Cram Competition  | 23    |
| 6     | Hitech Junior     | 18    |
| 7     | AR Motorsport     | 18    |
| 8     | Team JWA          | 4     |
| 9     | ADM Motorsport    | 4     |
| 10    | Trident Racing    | 2     |

### Rookies
| Plats | Förare             | Poäng |
| ----- | ------------------ | ----- |
| 1     | Alexander Rossi    | 110   |
| 2     | Pål Varhaug        | 101   |
| 3     | Patrick Reiterer   | 51    |
| 4     | Alessandro Kouzkin | 39    |
| 5     | Tiago Petiz        | 39    |
| 6     | Kelvin Snoeks      | 34    |
| 7     | Dennis Retera      | 25    |
| 8     | Paul Meijer        | 15    |
| 9     | Jonathan Kennard   | 6     |
| 10    | Duncan Tappy       | 6     |
| 11    | Matteo Davenia     | 4     |